# WAKU★WAKU
『WAKU★WAKU』（ワクワク）は、2004年4月3日から2005年9月24日まで中京テレビで放送された情報番組。全77回。放送時間は毎週土曜 11:40 - 12:00 （日本標準時）。

## 概要
この番組は、当初はリポーターの女性タレントたちが東海3県各地の街や地元の有名人たちの下を訪れ、その詳細をリポートするという主旨で行われていた（番組スペシャルの回においては日本各地からのリポートを実施）。その後、2005年3月25日に愛知万博（愛・地球博）が開催されると、番組は同博覧会場の詳細も併せて紹介するようになった。以来、番組は最終回までこの内容で放送され続け、愛知万博が閉幕を迎える日の前日に終了した。
番組タイトルの表示中とエンディング中に掛かっていたテーマ曲は、寺井尚子演奏のオリジナル曲である。この曲はCD化されていない。

## 出演者
平常放送時には毎回この中から1組が出演。2004年10月11日に放送された関連特番『町に元気がやってきた!日本全国町おこし奮闘記』においては全員が男性ゲストを同伴して出演し、日本各地からのリポートを行っていた。
- 眞鍋かをり
- 三倉茉奈・佳奈
- 乾貴美子